# Qarqjoq
Qarqjoq (persiska: قارقجق, Qārqojoq, قرقجق) är en ort i Iran.   Den ligger i provinsen Golestan, i den norra delen av landet, 500 km nordost om huvudstaden Teheran. Qarqjoq ligger 244 meter över havet och antalet invånare är 457.
Terrängen runt Qarqjoq är kuperad åt nordost, men åt sydväst är den platt.Runt Qarqjoq är det ganska glesbefolkat, med 48 invånare per kvadratkilometer. Närmaste större samhälle är Marāveh Tappeh, 2,5 km norr om Qarqjoq. Omgivningarna runt Qarqjoq är i huvudsak ett öppet busklandskap.